# Connemara
Connemara (en irlandés: Conamara pronunciado [ˌkʊnəˈmaɾə]), el cual deriva de Conmhaicne Mara (que significa: descendientes de Con Mhac, del mar) es una región cultural situada al oeste de Irlanda que comprende una amplia península entre el puerto de Killary y la bahía Cuan Chill Chiaráin/Bahía de Kilkieran al oeste del Condado de Galway o sudoeste de Connacht. Los Conmhaicne Mara era una rama de los Conmaicne, un antiguo grupo tribal el cual tenía un gran número de ramificaciones localizadas en diferentes partes de Connacht. Como esta ramificación de los Conmhaicne estaba localizada junto al mar, pasaron a ser conocidos como los Conmhaicne Mara (del Mar). Connemara abarca el territorio de Iar Connacht, "Connacht oeste", que es una porción del Lago Corrib al oeste del Condado de Galway y una parte del Condado de Mayo. Connemara estaba tradicionalmente dividida en Connemara Norte y Connemara Sur. Las montañas de Na Beanna Beola/ Twelve Bens y el río Owenglin, que fluye hacia el mar en An Clochán/Clifden, marcan la frontera entre ambas partes. Connemara está salpicada al oeste, sur y norte por el océano Atlántico. El resto de las tierras de Connemara que limitan con el Condado de Galway vienen marcadas por el río Invermore, lago Oorid, y la ladera oeste de las montañas Maumturks.
El término Connemara es actualmente usado (equivocadamente) para describir todo el Condado de Galway al oeste del Lago Corrib. Connemara es también usado para describir la Gaeltacht (las zonas donde aún se habla irlandés) al oeste de Galway. La religión católica es mayoritaria en la zona y cuenta con cinco parroquias. La costa de Connemara está formada por un gran número de penínsulas. La principal ciudad de Connemara es Clifden. El área a su alrededor es rica en conjuntos megalíticos.

## Principales ciudades y villas de Connemara
- Clifden
- Carna
- Cloch na Rón / Roundstone
- Baile Mhic Chonghaile / Ballyconneely
- Claddaghduff (for Omey Island)
- An Cloigean / Cleggan (for Inishbofin).
- Leitir Fraic / Letterfrack
- Cill Chiaráin
- Renvyle (Rinn Mhaoile)

## Cultura
- Existe un raza de poni llamada poni de Connemara, el cual corre en libertad por el Parque nacional de Connemara, entre otras especies. Algunos piensan que pudieron haber sido llevados a Connemara desde Escandinavia por los invasores vikingos. Sin embargo, la tradición afirma que fueron los galeones de la Armada invencible al hundirse en 1588, y que los caballos andaluces a bordo escaparon al campo. Estos caballos españoles se cruzaron con los nativos, y mejoraron notablemente a la raza local.
- El cantante francés Michel Sardou escribió una popular canción sobre la región, titulada Les Lacs du Connemara (los lagos de Connemara).

## Galería

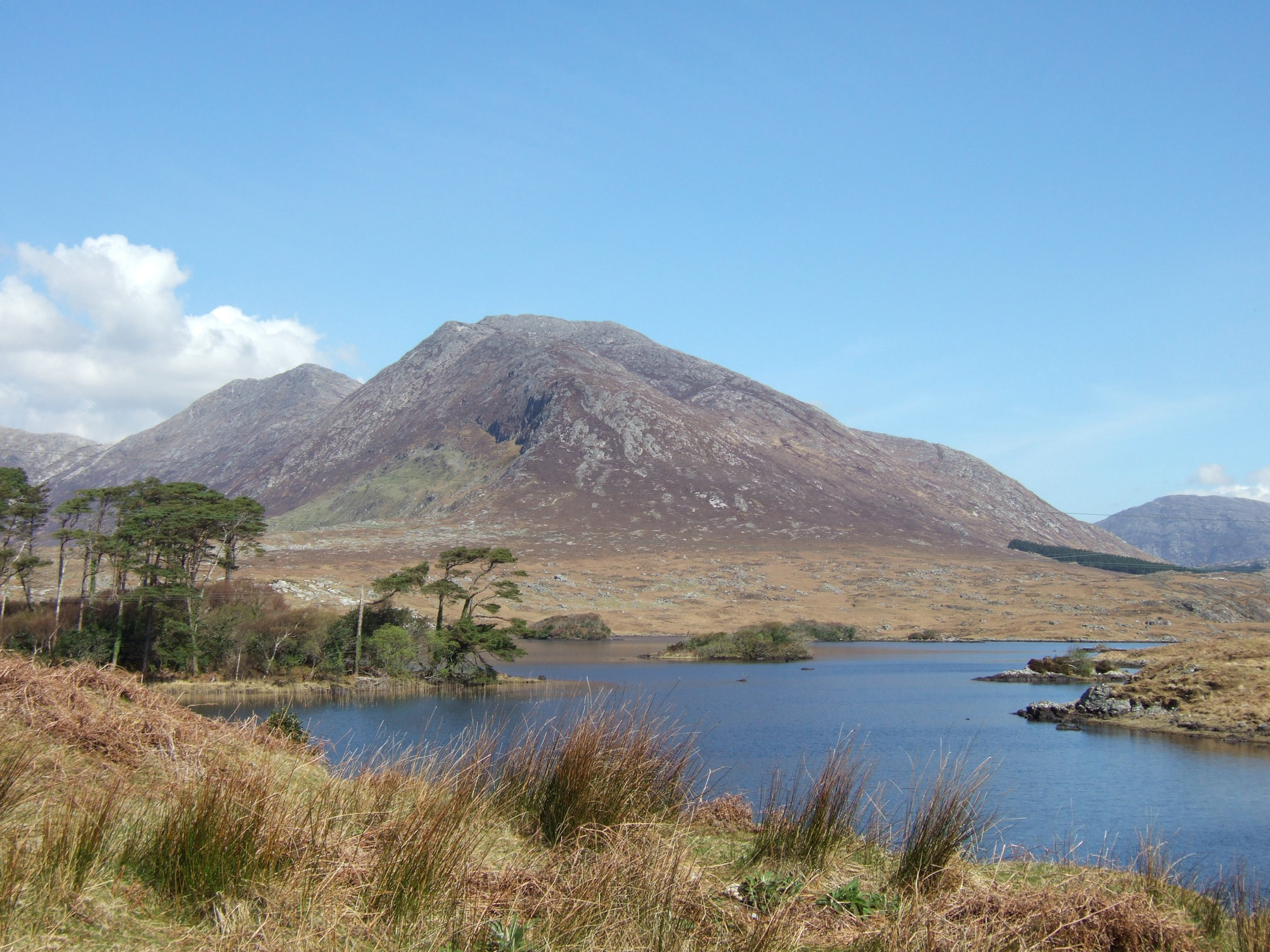
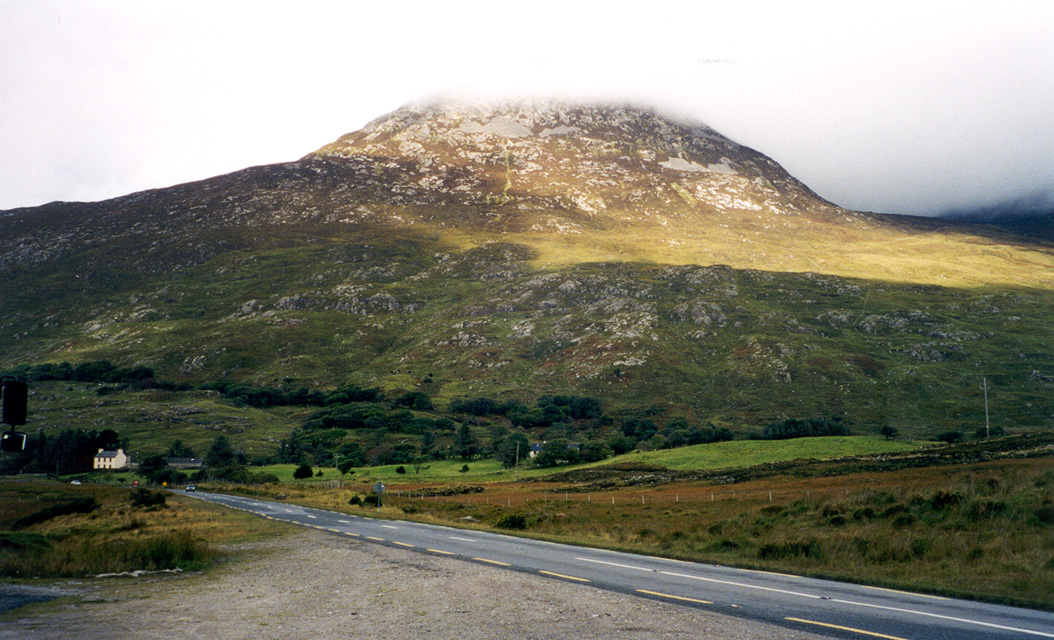
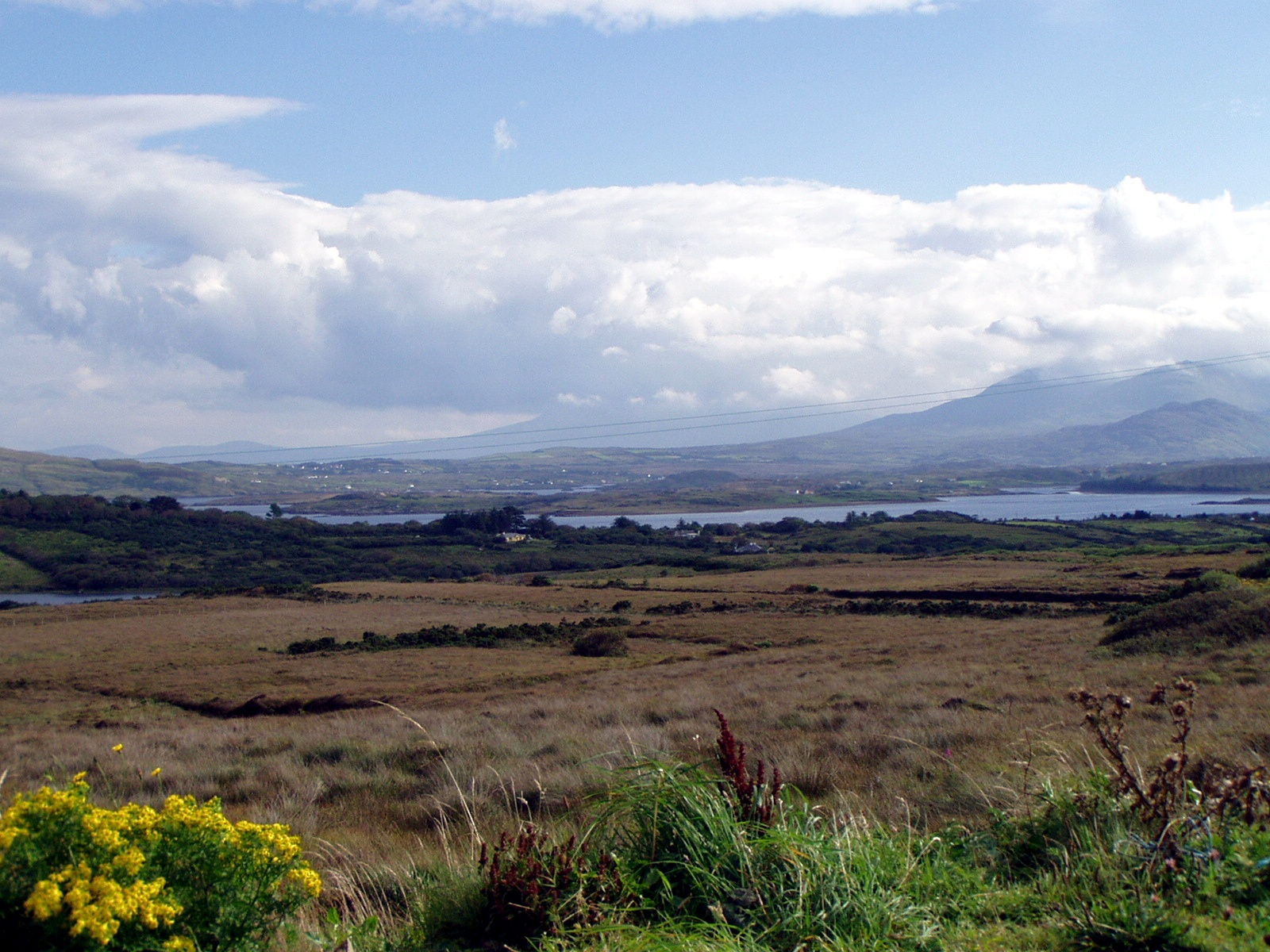
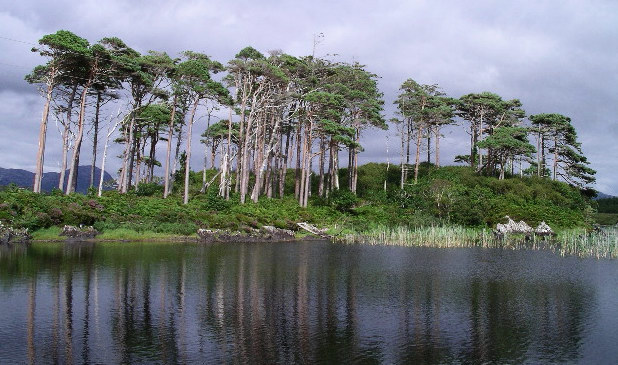
Lago Derryclare.
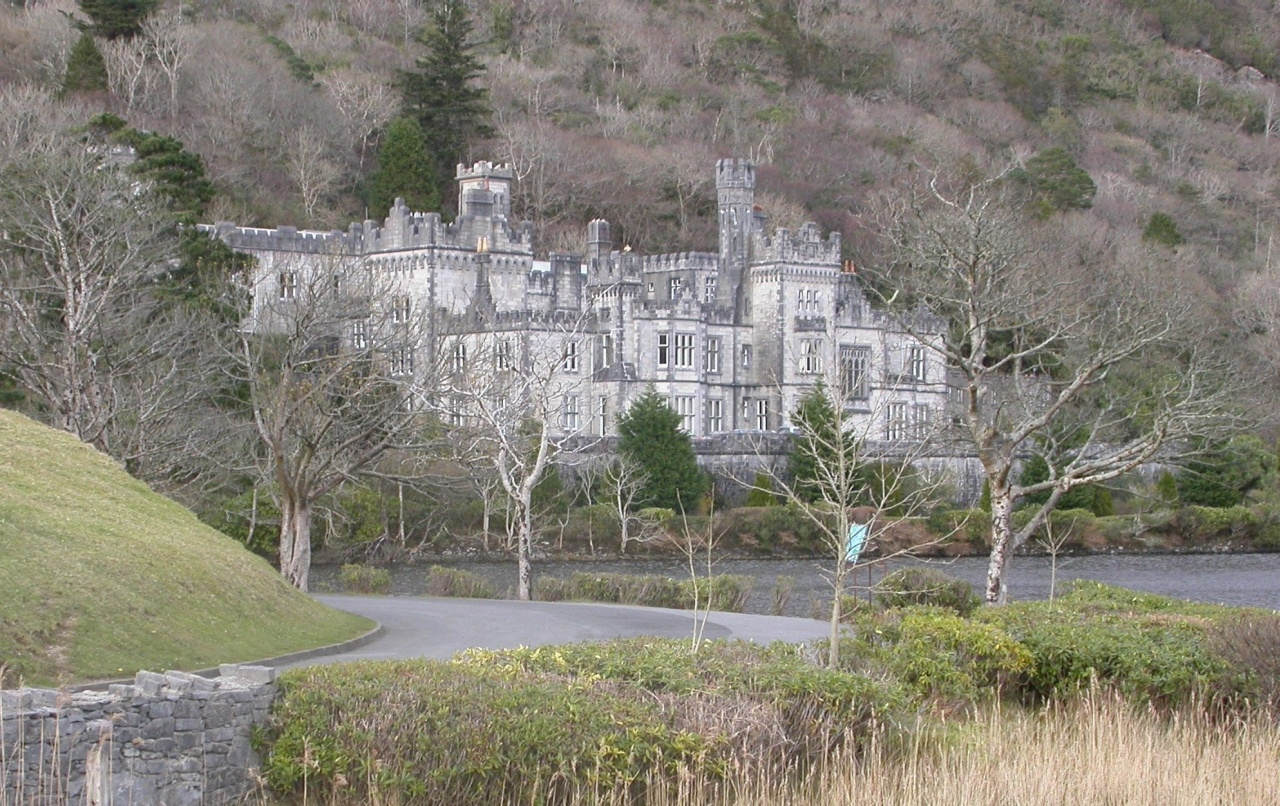
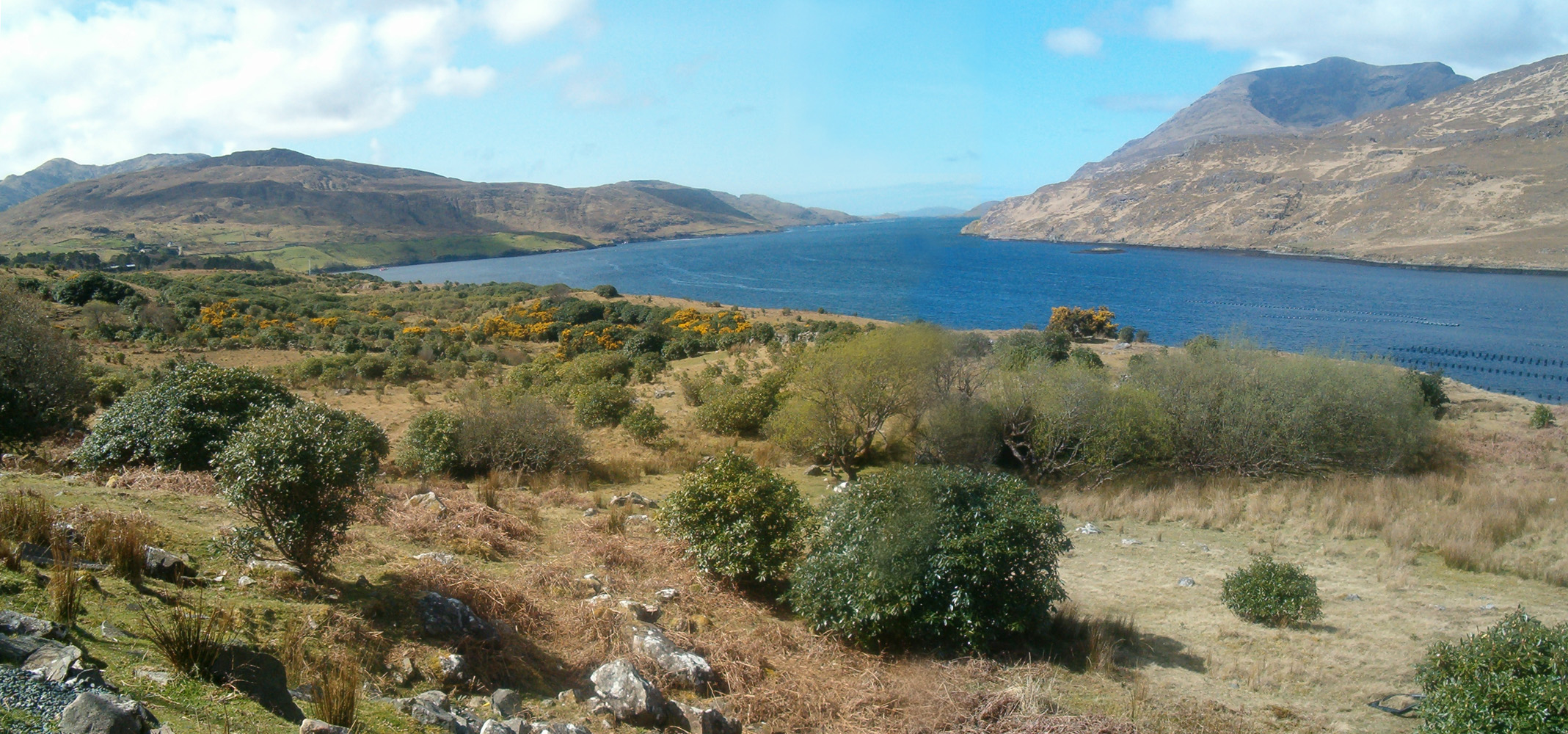
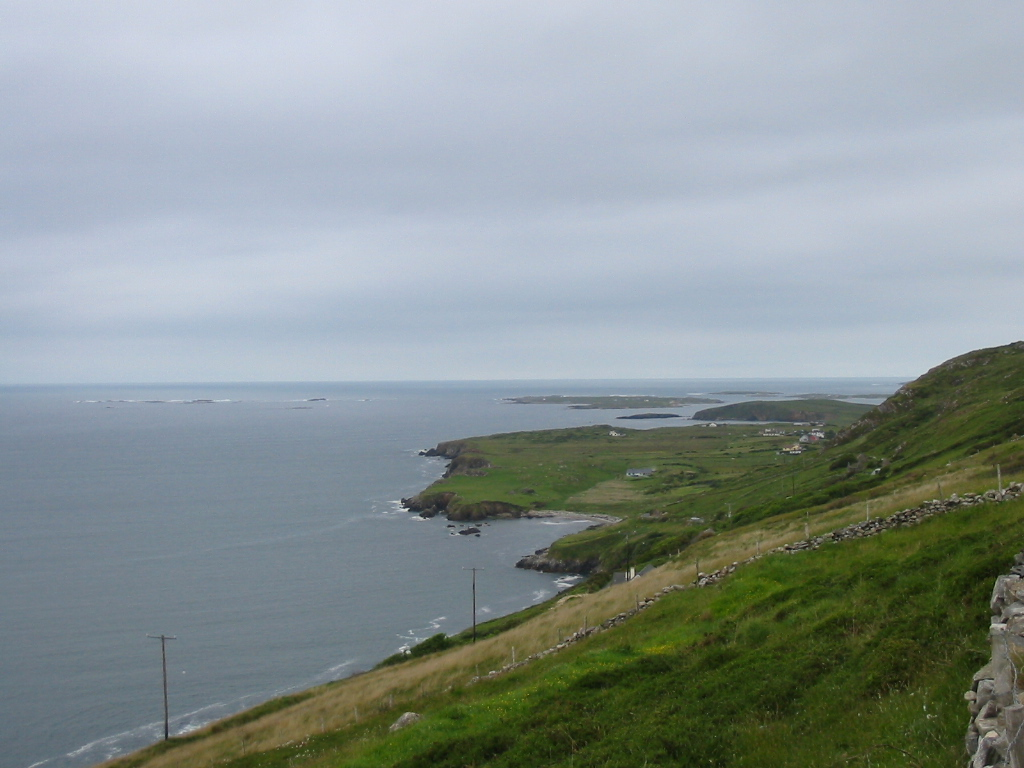
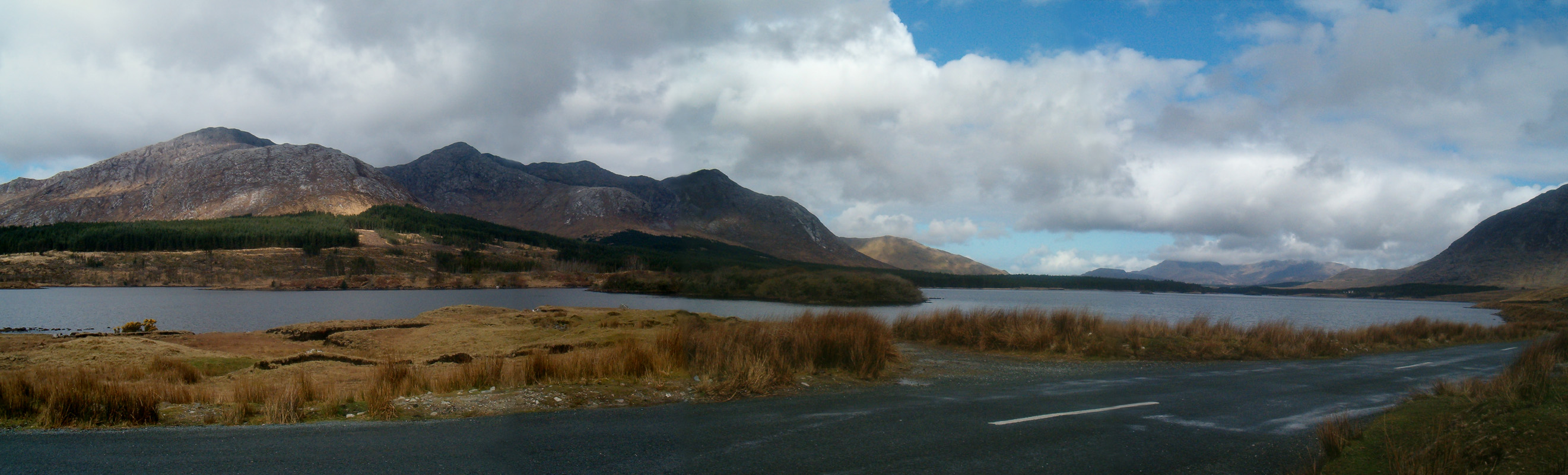
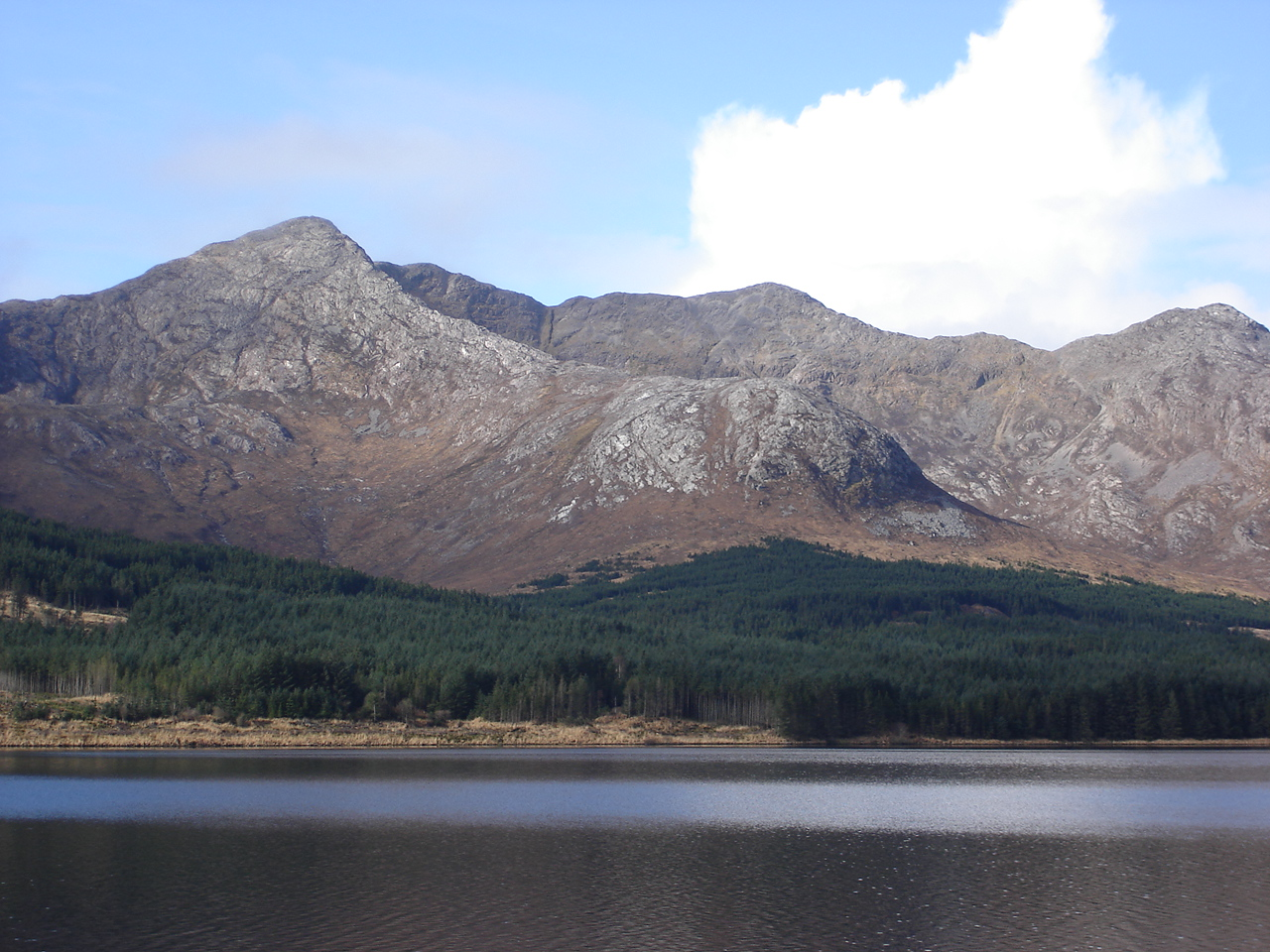